# Soignies
Soignies (neerlandeză Zinnik, valonă Sougniye) este un oraș francofon din regiunea Valonia din Belgia. Comuna Soignies este formată din localitățile Soignies, Casteau, Chaussée-Notre-Dame-Louvignies, Horrues, Naast, Neufvilles și Thieusies. Suprafața sa totală este de 110,30 km². La 1 ianuarie 2008 comuna avea o populație totală de 25.871 locuitori. 
Comuna Soignies se învecinează cu comunele Braine-le-Comte, Ecaussinnes, Jurbise, Le Roeulx, Lens, Mons și Silly.

## Localități înfrățite
- Franța: Hazebrouck.